# Nova Oleksandrivka, Burîn
Nova Oleksandrivka (în ucraineană Нова Олександрівка) este un sat în comuna Mîhailivka din raionul Burîn, regiunea Sumî, Ucraina.

## Demografie
Componența lingvistică a localității Nova Oleksandrivka
     Ucraineană (99,53%)
     Alte limbi (0,47%)
Conform recensământului din 2001, majoritatea populației localității Nova Oleksandrivka era vorbitoare de ucraineană (99,53%), existând în minoritate și vorbitori de alte limbi.